# Ursulinenkirche (Landshut)

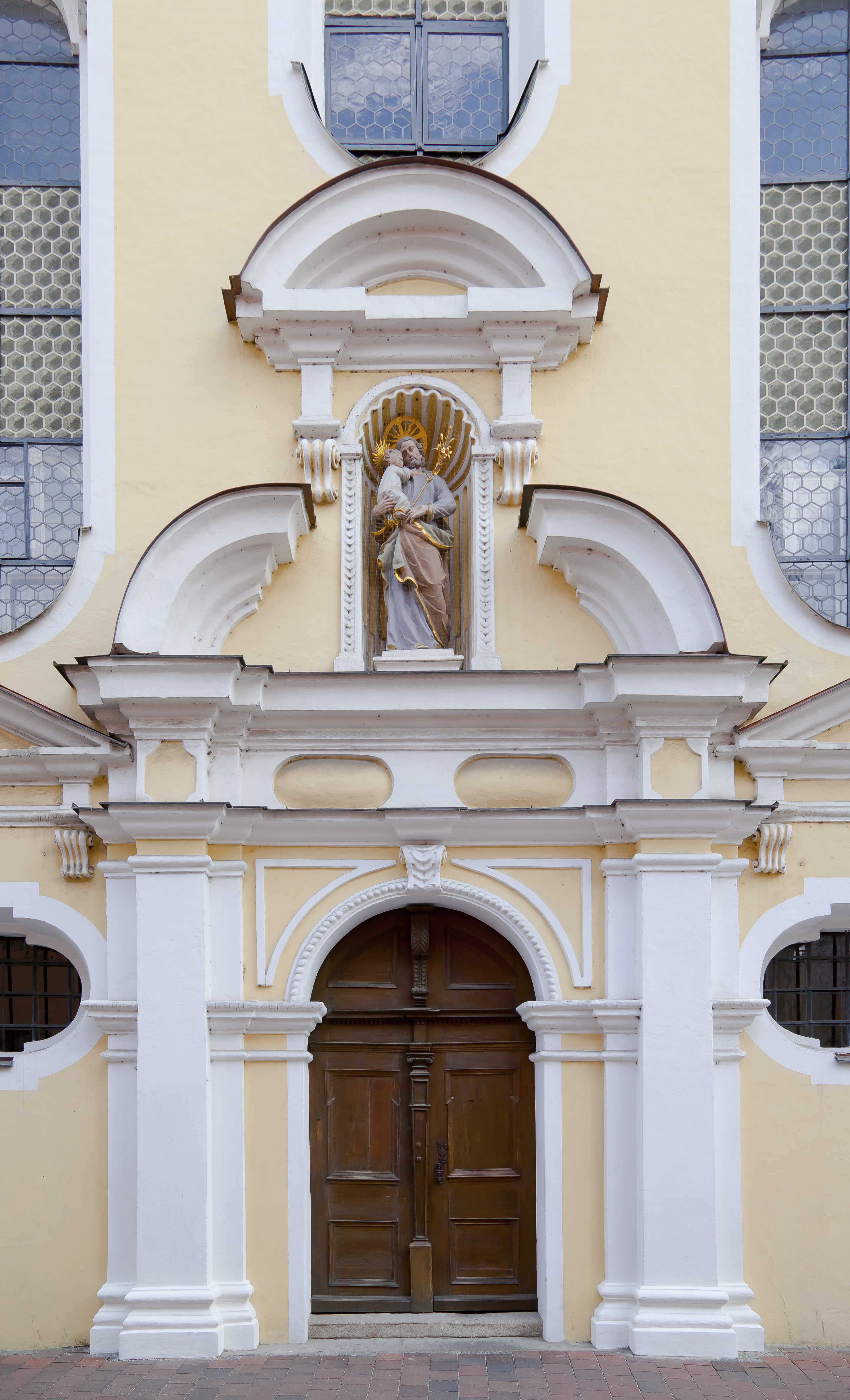
Portal der Ursulinenkirche

Die ehemalige Ursulinen-Klosterkirche St. Joseph (auch Ursulinenkirche) in der Landshuter Neustadt war die Klosterkirche des 2016 aufgelösten Ursulinenklosters. Die Saalkirche, die Stilelemente der Renaissance und des Barock vereint, wurde im Jahr 1679 geweiht und geht somit auf die Gründungszeit des Klosters zurück. Sie ist dem heiligen Joseph (Gedenktag: 19. März) geweiht und als Nebenkirche der Pfarrei St. Jodok zugeordnet.

## Geschichte
Nachdem sich die Ursulinen 1668 in Landshut angesiedelt hatten, wurden ab 1671 die bis heute erhaltenen Institutsgebäude samt Klosterkirche in der Unteren Neustadt erbaut. Die Pläne dafür hatte 1670 der Hofschreiner Augustin Kienle erstellt. Diese wurden ab 1673 von Maurermeister Wolfgang Hirschstötter, ab 1677 von Hofmaurermeister Georg Steinacher ausgeführt. Die Klosterkirche wurde am 20. Oktober 1679 geweiht.
Nachdem das Ursulinenkloster am 1809 im Zuge der Säkularisation aufgehoben worden war, sperrte man ab 1. Januar 1810 auch die Klosterkirche. Auf Bitten der Bevölkerung wurde sie am 8. Mai 1815 wieder zugänglich gemacht. Das Kloster wurde 1827 wiedererrichtet.
Die Klosterkirche wurde in den Jahren 1967/68 in Vorbereitung auf die Feierlichkeiten zum 300-jährigen Bestehen des Klosters renoviert. 1985 wurde der auf Pfählen gegründete Bau mit Betonfundamenten unterfangen und somit statisch gesichert. Ihr heutiges Erscheinungsbild erhielt die Kirche im Wesentlichen bei einer Renovierungsmaßnahme im Jahr 1988, als das Gewölbe und die Halbkuppel der Apsis ausgemalt und die ursprüngliche Fassung der Kanzel freigelegt wurden.

## Beschreibung

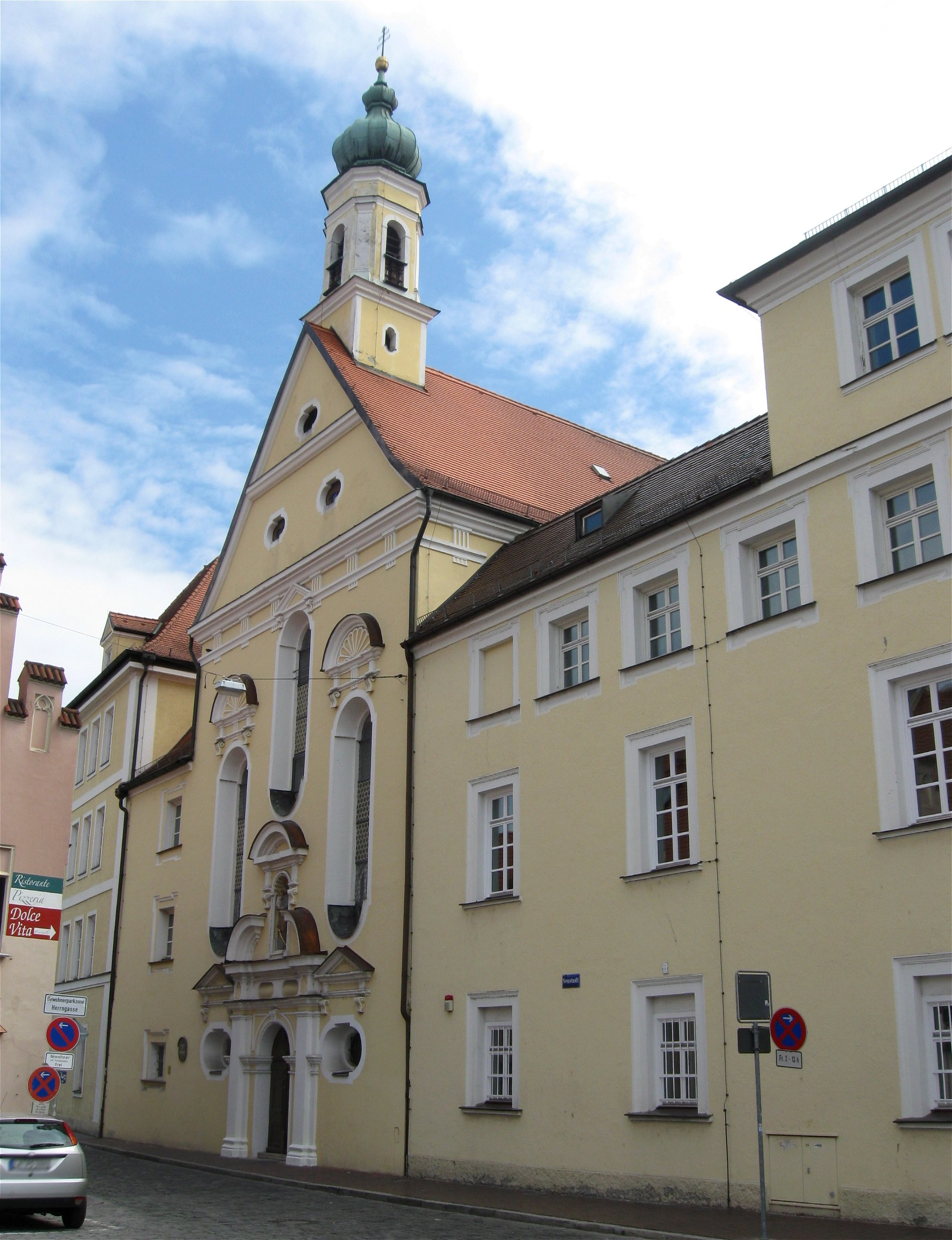
Westfassade

### Außenbau
Die Ursulinenkirche ist eine nach Osten ausgerichtete Saalkirche, die in den nördlichen der beiden Innenhöfe der Klosteranlage einspringt. Sie umfasst einen nicht eingezogenen, halbrund geschlossenen Chor und ein dreijochiges Langhaus, die unter einem gemeinsamen Satteldach vereinigt sind. Die nördliche und südliche Außenwand sind in verschiedenen Ebenen von Fensteröffnungen durchbrochen, die oben und unten im leicht eingezogenen Rundbogen schließen. Am östlichen Langhausjoch springt auf der Nordseite die einjochige, halbrund geschlossene Fortunatuskapelle aus. An deren Stirnbogen ist außen eine Stuckkartusche angebracht, die oben ein Marienmonogramm, unten fratzenartige Masken von „wilden Männern“ enthält. Dieses hierarchische Motiv kam seit der Gotik in der Heraldik zur Anwendung und wurde bei Barockstuck wieder häufiger verwendet. Ein vergleichbares Beispiel findet sich im Adelmannschloss auf dem Hofberg.
Die Westfassade zur Neustadt hin bildet die Sichtseite der Kirche. Auffällig ist in erster Linie die für die Entstehungszeit ungewöhnliche Gestaltung, die im Hauptteil ohne Gliederung durch Pilaster und Gesimse auskommt. Ein Charakteristikum sind dagegen die drei hohen, barocken Fenster, die oben und unten im leicht eingezogenen Rundbogen schließen. Das mittlere Fenster ist aufgrund seiner Lage über dem Portal höher als die beiden äußeren angesetzt. Der kleine, angedeutete Dreiecksgiebel über dem Fenster fügt sich in die mit Triglyphen geschmückte Giebelbasis ein. Über den beiden äußeren Fenstern ist Platz für Überdachungen in Form von rundbogigen, tympanonartigen Giebeln, die auf Volutenkonsolen ruhen. Das rundbogige Portal wird von zwei toskanischen Pilastern flankiert und von zwei Giebelstücken bekrönt, zwischen denen in eine rundbogige Muschelnische eine Figur des Kirchenpatrons Joseph eingestellt ist. Die Nische wird von einem rundbogigen Giebel auf Volutenkonsolen überragt. Die querovalen Fenster zu beiden Seiten des Portals sind von Dreiecksgiebeln bekrönt, die wiederum auf Volutenkonsolen ruhen. Oberhalb des von drei weiteren querovalen Fenstern durchbrochenen Dreiecksgiebels erhebt sich auf dem First ein gemauerter Dachreiter, der auf allen vier Seiten rundbogige Schallöffnungen besitzt. Die gefasten Kanten sind mit toskanischen Pilastern verziert. Den oberen Abschluss bildet eine Zwiebelkuppel.

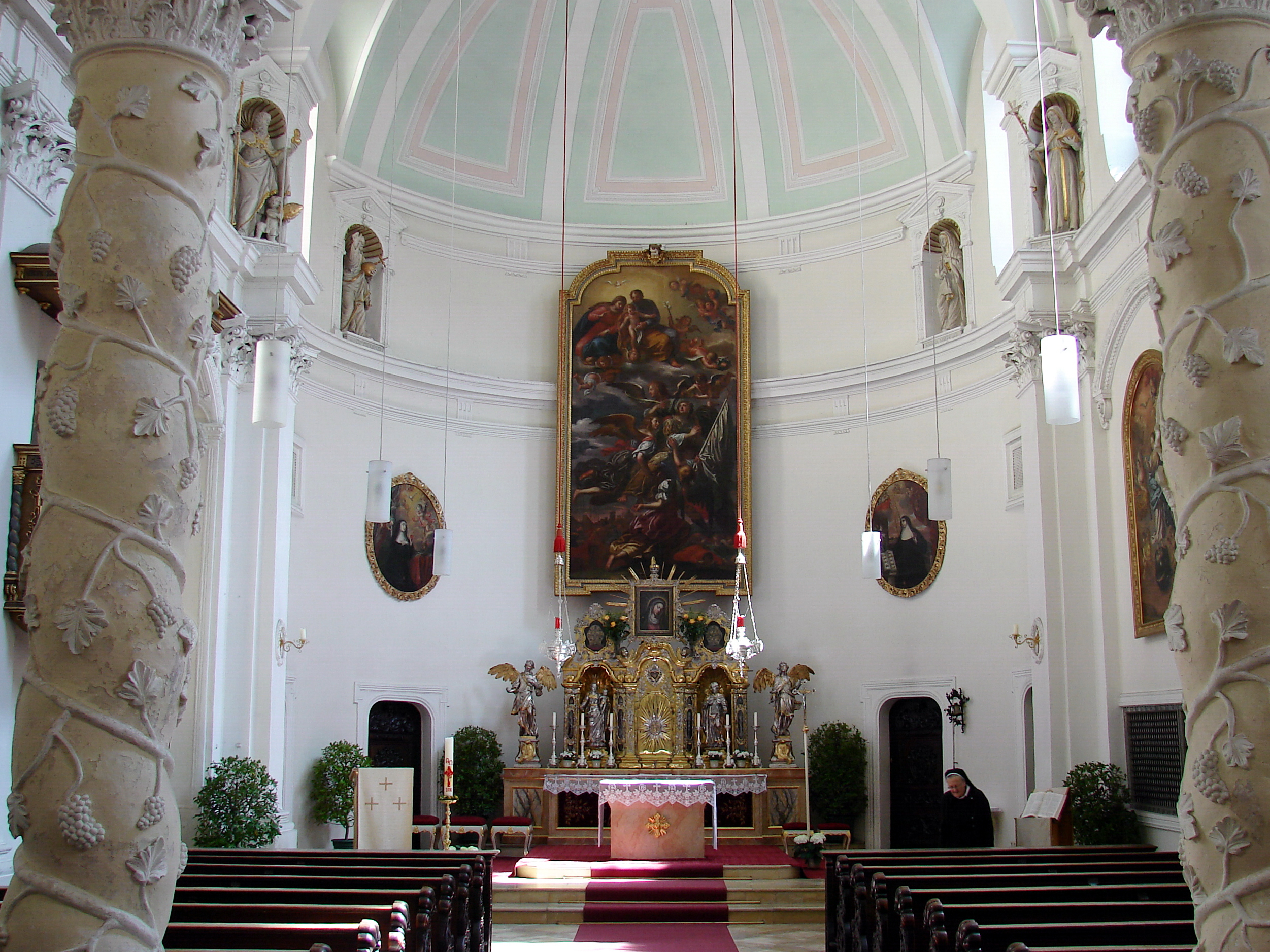
Innenansicht

### Innenraum
Das Langhaus wird von einem Tonnengewölbe mit Stichkappen überspannt, durch die die Fenster in das Gewölbe einschneiden. Die Chorapsis wird von einer Halbkuppel überwölbt. Die bauliche Gestaltung von Langhaus und Chor weist strenge, an die Renaissance erinnernde Züge auf. Der Raum wird von korinthischen Pilastern gegliedert, die Kompositkapitelle mit streng geformten Akanthusblättern aufweisen. Die Pilaster tragen ein umlaufendes, stark profiliertes Gesims. Darüber befinden sich je Seite vier rundbogige Muschelnischen, die Heiligenfiguren aus Stuck enthalten. Auf der Nordseite sind dies von Ost nach West: Salvator mundi, St. Augustinus, S. Joachim, S. Franz Xaver. Auf der Südseite sind dies von Ost nach West: S. Maria Mater Dei, S. Angela, S. Anna selbdritt, S. Katharina von Siena. Die Nischen liegen sich jeweils exakt gegenüber. Die Flankierung durch je zwei ionische Volutenpilaster, die bekrönenden, dreiecksförmigen Flachgiebel und Verzierung mit Triglyphen sind dem Manierismus verpflichtet und erinnern an ähnliche Elemente in der Jesuitenkirche, die am anderen Ende der Neustadt liegt.
Die Fortanutskapelle wird von einem Kreuzgewölbe überspannt, ihr halbrunder Schluss von einer Halbkuppel. Am Gewölbe befinden sich von Rahmenstuck abgegrenzte Felder, die reich mit Stuckornamenten in Form von Rosetten, Engelsköpfen und Fruchtgehängen  verziert sind. Während die Anordnung des Stucks eher auf den Renaissancestil verweist, erinnert die gestalterische Vielfalt deutlich an Barockstuck. Die im rückwärtigen Langhausjoch eingezogene Orgelempore wird von zwei massiven, gewundenen Säulen getragen, die mit stuckiertem Traubenstockornament verziert sind. Unterhalb der Empore befindet sich ein Tonnengewölbe, das ebenfalls durch Stichkappen gegliedert wird.

## Ausstattung

### Stuck
Die zahlreichen, von unbekannten Meistern geschaffenen Stuckelemente reichen in ihrer jeweiligen Gestaltung von der Renaissance bis zum Barock. Die rahmenden Ornamentbänder an der Innenseite des Portals weisen eine dezente, feine Textur auf, wie sie vergleichbar an den Kassettenstegen des Arkadengewölbes im Residenzhof zu finden ist. Ebenfalls an die Renaissance erinnern Zierelemente im Langhaus wie Eierstab, Blätterfriese, Triglyphen und Voluten, die Kompositkapitelle der Pilaster sowie die Verzierungen an den Figurennischen. Dagegen greift der kräftiger gearbeitete Stuck in der Fortunatuskapelle bereits Stilelementen des frühen Barock auf. Darauf verweisen insbesondere die zahlreichen Engelsköpfe und die Darstellung des Heiligen Geistes als Taube am Gewölbescheitel.

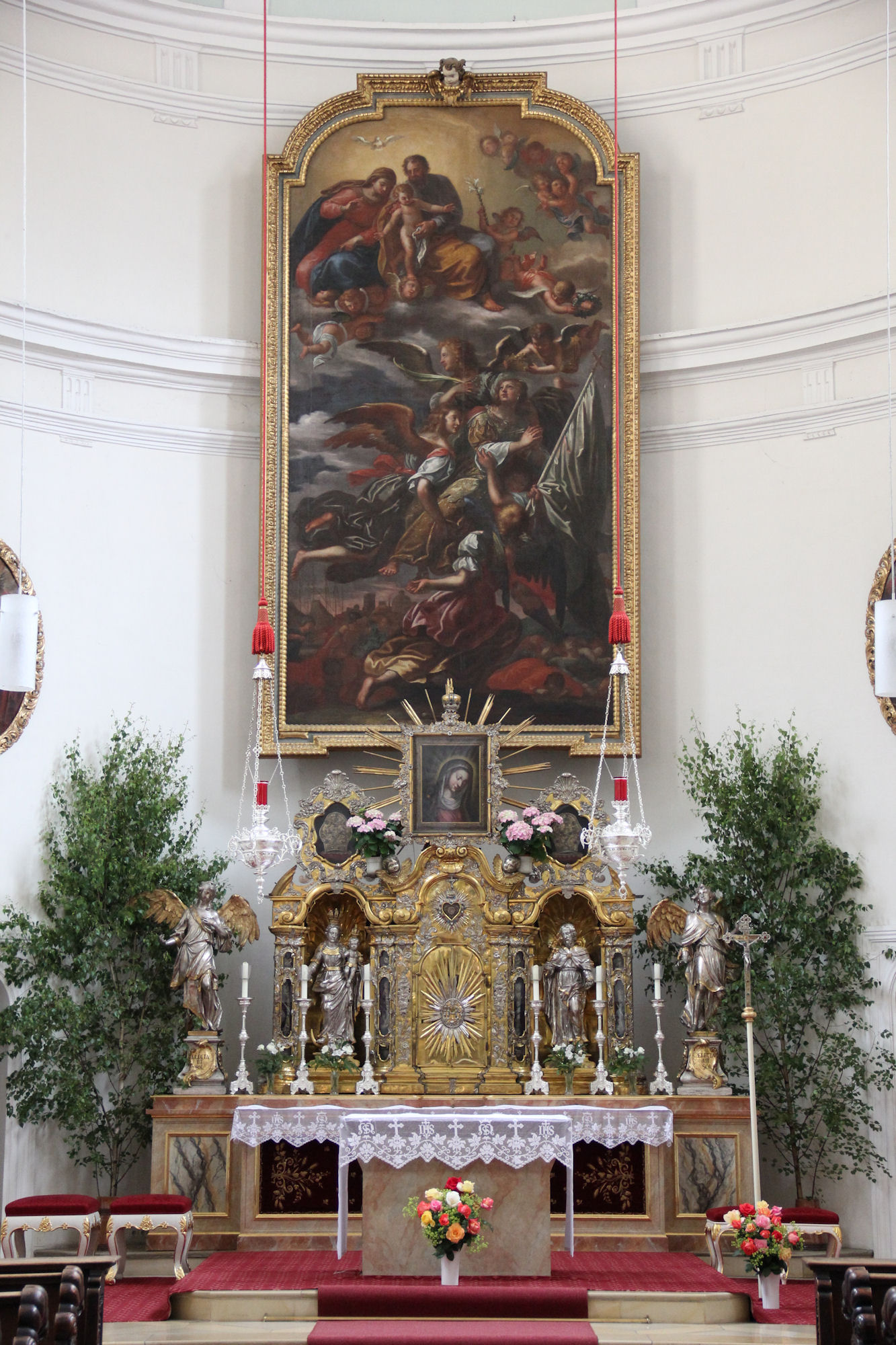
Hauptaltar

### Hauptaltar
Bei der Renovierung 1967/68 wurde darauf verzichtet, den neobarocken Hochaltar von 1875 wieder aufzustellen. Stattdessen beschränkte man sich darauf, den barocken Tabernakel aus der ersten Hälfte des 18. Jahrhunderts mit dem von allen Übermalungen befreiten Hochaltarbild im Sinne des ursprünglichen, barocken Hochaltares zu kombinieren.
Der in Gold und Silber gefasste Tabernakel enthält in zwei seitlichen, rundbogigen Muschelnischen die Figuren der Patrona Bavariae (links) und des Kirchenpatrons Joseph (rechts). Die Tabernakeltür enthält ein Marienmonogramm. Links und rechts des Tabernakels stehen auf der Mensa zwei in Silber gefasste, beinahe lebensgroße Engel mit Symbolen aus der Lauretanischen Litanei im Stile des frühen Klassizismus. Diese wurden um 1745 in der Werkstatt des Münchner Hofbildhauers Johann Baptist Straub geschaffen. Um diese Zeit waren die beiden berühmten Bildhauer Ignaz Günther und Christian Jorhan d. Ä. in Straubs Werkstatt beschäftigt. Daher werden die Figuren zuweilen auch Günther oder Jorhan zugeschrieben.
Den oberen Abschluss des Tabernakels und somit die Vermittlung zum ehemaligen Hochaltarblatt bildet das von einem Strahlenkranz hinterfangene Gnadenbild „Maria mit dem geneigten Haupt“, ein Brustbild der Mutter Gottes im blaugrünen Mantel und im violetten Kleid. Der Überlieferung nach wurde das Bild 1610 von dem spanischen Karmeliterpater Domenico Urrosolo unter einem Schutt eines verfallenen Hauses in Rom gefunden. Durch die Karmeliter kam es 1631 zunächst in die Münchner Ordenskirche und kurz darauf in die Hofburgkapelle in Wien. Seit 1901 befindet sich das Original in der Karmelitenkirche in Wien-Döbling. Johann Jakob Schmiedhofer, ein Kanoniker des Kollegiatstifts an der Landshuter Martinskirche, ließ von diesem Bild angeblich durch Antonio Triva eine Kopie anfertigen, die er 1660 nach Landshut brachte. Als 1680 das Ursulinenkloster bezogen wurde, schenkte der als Beichtvater des Klosters tätige Schmiedhofer das Bild der späteren Oberin Maria Viktoria Jäger. Diese ließ es 1699 auf Wunsch gläubiger Landshuter mit der Erlaubnis des Freisinger Generalvikars auf dem Hochaltar der Ursulinenkirche aufstellen. Im 18. Jahrhundert entwickelte sich eine rege Wallfahrt zu dem Gnadenbild, von dem zahlreiche Gebetserhörungen überliefert sind. Viele Wallfahrer erwarben im Kloster angefertigte Kupferstiche des Gnadenbildes.
Über dem Gnadenbild ist am Chorscheitel das qualitätvolle, barocke Hochaltarblatt des Wittelsbacher Hofmalers Antonio Triva angebracht. Darauf sind zwei Engel abgebildet, die mit der Siegesfahne die heilige Ursula, Namensgeberin des Ursulinenordens, gen Himmel tragen. Dort wird sie von der Heiligen Familie erwartet. Neben dem Altarblatt sind zwei barocke Ovalbilder aus der Zeit um 1700 in vergoldeten Akanthusrahmen angebracht: rechts die heilige Angela Merici, Ordensgründerin der Ursulinen, links Franziska von Bermond, Gründerin mehrerer Ursulinenklöster in Frankreich, oder Anna Beauvais, die Anfang des 17. Jahrhunderts im Ursulinenkloster Bordeaux wirkte. Beide Ursulinen tragen die alte Ordenskleidung.

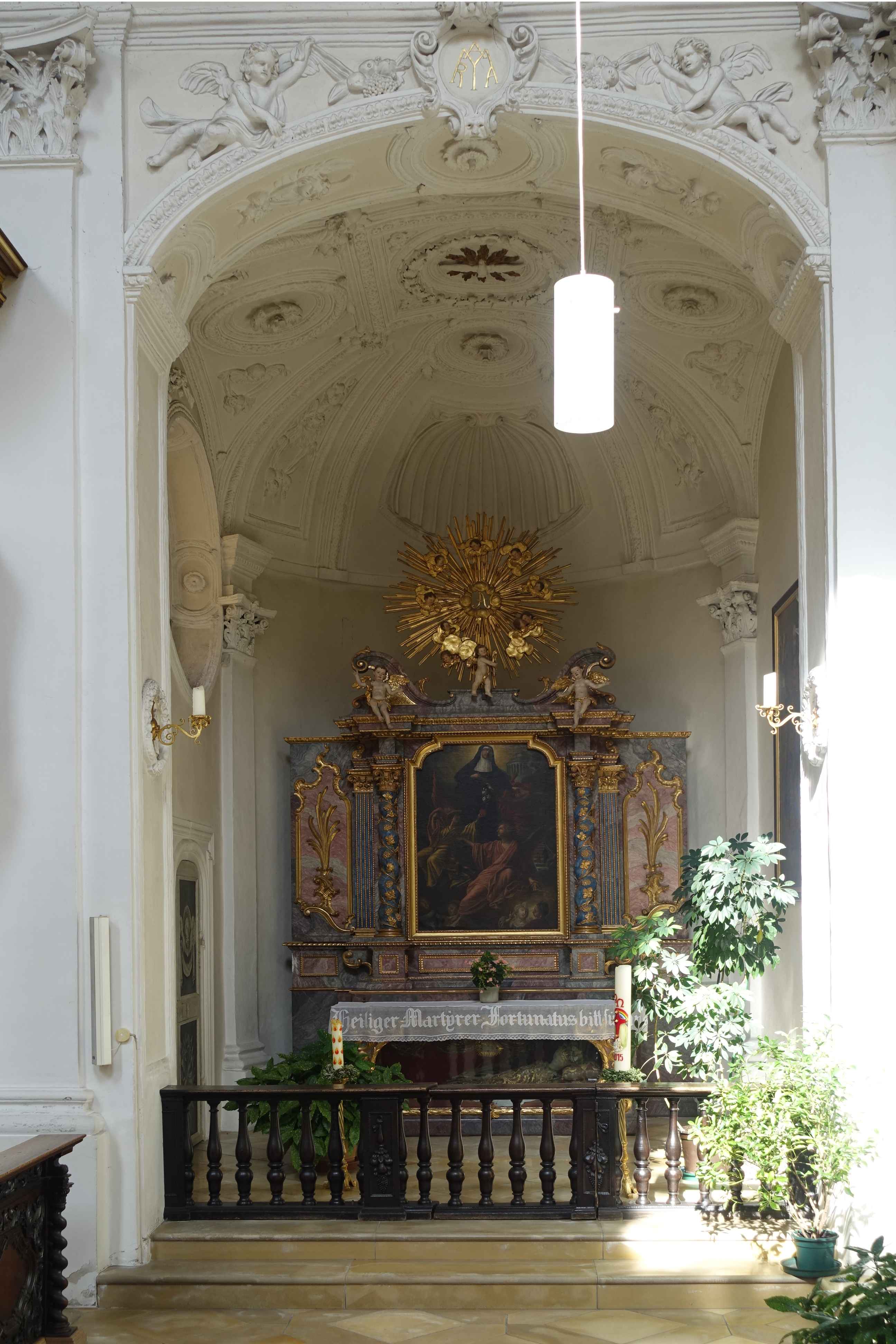
Seitenaltar

### Seitenaltar
Die Mensa des Seitenaltares in der Fortunatuskapelle enthält einen Schrein mit der in Textilarbeiten gefassten Ganzkörperreliquie des Märtyrers Fortanuts von Valence († um 274). Da zwei Frauen aus seiner Familie als Ordensschwestern in das Landshuter Ursulinenkloster eingetreten waren, brachte Graf Albert Ernst von Wartenberg, der später Weihbischof von Regensburg war, die Reliquie 1674 als Geschenk aus Rom in das Kloster.
Über dem Reliquienschrein erhebt sich ein stattlicher Rokoko-Aufbau, der von zwei gewundenen, weinlaubumrankten Säulen und zwei kannelierten Pilastern – jeweils mit ionisierenden Kapitellen – getragen wird. Die Seitenteile des Altares sind unter anderem mit Rocaillen verziert. Das Altarblatt zeigt eine Darstellung der Ordensgründerin der Ursulinen, der heiligen Angela Merici. Zahlreiche Engel beleben das Gemälde. Auf dem Gebälk, das in zwei seitlichen Voluten endet, sitzen drei kleine Engelsfiguren. Den oberen Abschluss bildet ein vergoldeter Strahlenkranz hinter Gewölk mit Engelsköpfen.

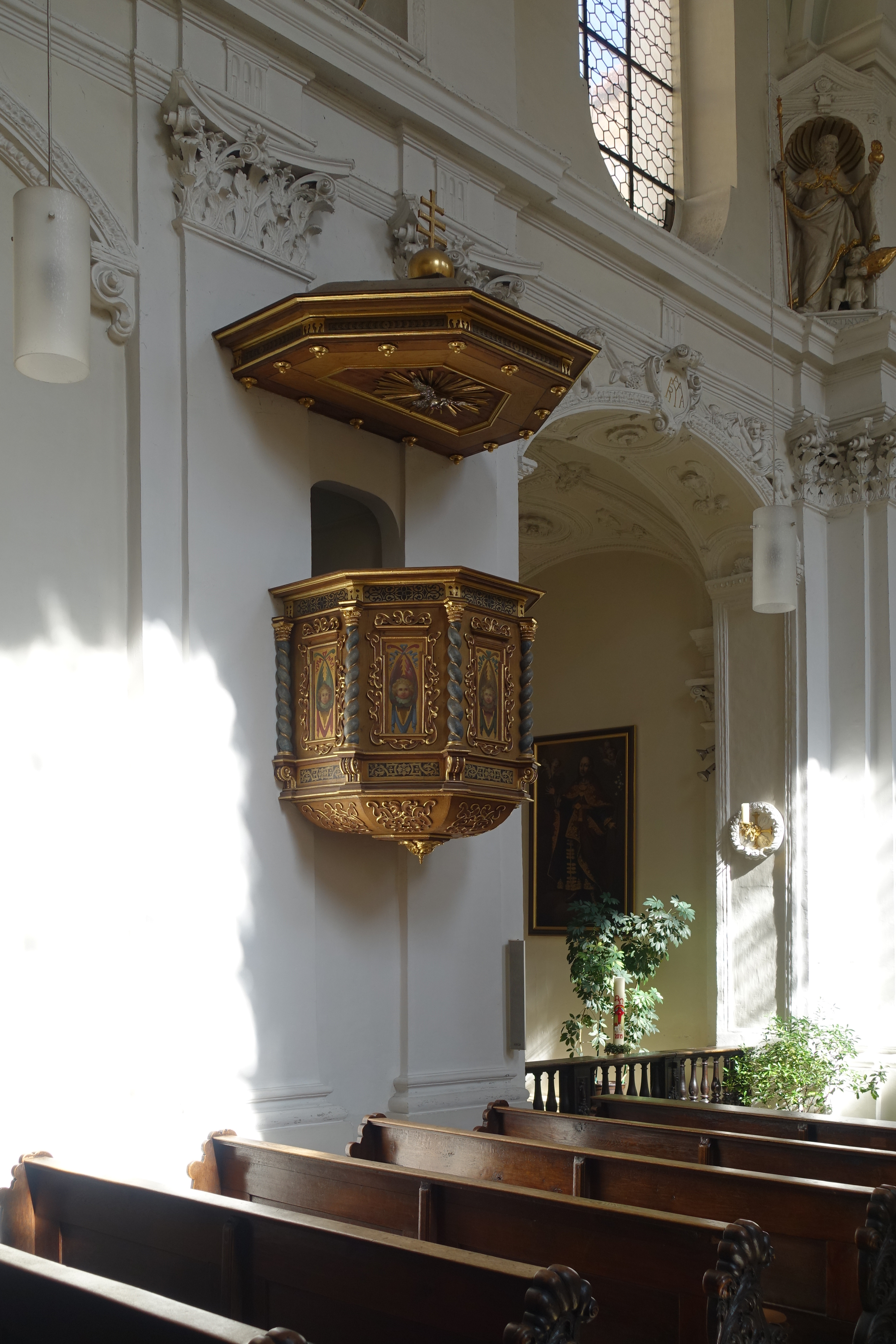
Kanzel

### Kanzel
Die Kanzel wird dem Hofschreiner Augustin Kienle zugeschrieben. Der polygonale Korpus wird von gewundenen Ecksäulchen gegliedert. Die dazwischen liegenden Felder enthalten Gemälde von Puttenköpfen, die von Knorpelwerk umgeben sind. An der Unterseite des Schalldeckels ist die Heilig-Geist-Taube im Relief dargestellt.

### Gemälde
An der Südwand des Langhauses befindet sich ein großflächiges, barockes Gemälde der Maria Immaculata aus dem frühen 18. Jahrhundert. Die Mutter Gottes, deren Haupt von zwölf Sternen umgeben ist, setzt ihren Fuß auf den Kopf der Schlange. Zu ihren Füßen schweben vier Engel, deren linkes Paar die Sonne und deren rechtes Paar den Mond tragen. Von einem frühen Seitenaltar stammt das Barockgemälde aus der Zeit um 1720, das an der Ostwand der Fortunatuskapelle angebracht ist. Es zeigt den heiligen Joseph als Bräutigam Mariens mit Lilienstab und goldenem Ring. Joseph ist gemäß dem Alten Testament in königlicher Gewandung abgebildet.

### Schnitzwerke
Neben der Kanzel werden Kienle verschiedene Schnitzwerke in der Ursulinenkirche zugeschrieben. Die inneren Portaltüre und die Sakristeitüre sind mit reichem Knorpelwerk verziert. Die Stuhlwangen weisen Akanthusschnitzwerk auf und enden an der Unterseite schneckenförmig. Die zweiteilige Beichtstuhl ist mit gewundenen Pilastern, Segmentgiebel und Knorpelwerksornament versehen. Die Holzbrüstung der Orgelempore ist mit breitblättrigem Aktanthusschnitzwerk ausgefüllt. Im Mittelteil befindet sich eine Figur des heiligen Martin als Intarsienarbeit.

### „Ursulinenkripperl“
In der Advents- und Weihnachtszeit (Weihnachtskrippe) sowie in den Wochen vor Ostern (Passionsskrippe) wird in der Fortunatuskapelle das historische „Ursulinenkripperl“ aufgestellt. Dieses wurde dem Kloster 1865 neben einem Buch mit detaillierten Regieanweisungen („Was täglich im Kripplein vorgestellt wird, und wo die Sach  zu nehmen sind“) von der Landshuter Kaufmannswitwe Auer vermacht. Außer 250 Personen und über 150 Tieren umfasst die Krippe auch rund 1000 Zubehörteile in „ungeheurem Reichtum“, vom Zimmermannshobel bis zu den aus Wachs geformten Würsten und Fleischstücken eines Metzgers.
Die barocke Krippe aus der ersten Hälfte des 18. Jahrhunderts ist seit 1999 in der Advents- und Weihnachtszeit Teil des Landshuter Krippenwegs. Dabei werden nacheinander die Szenen Verkündigung, Herbergssuche, Geburt Christi, Anbetung der Heiligen Drei Könige, Darstellung Jesu im Tempel, Haus zu Nazareth mit der Werkstatt des Zimmermanns Joseph und Hochzeit zu Kana ausgestellt. Die in zeittypische Gewänder gekleideten Holzfiguren sind mit aus Wachs gegossenen Köpfen, Händen und Füßen versehen. Von der hohen kunsthandwerklichen Qualität zeugen auch die zahlreichen Miniaturgegenstände wie zum Beispiel die Einrichtung von Josephs Werkstatt. Daher genießt die Krippe überregional einen guten Ruf.
In der vorösterlichen Zeit werden neun Szenen von der Ölbergnacht über die Grabesruhe bis zur Auferstehung ausgestellt. Die Figuren dieser Szenen wurden um 1790 geschaffen. Sie unterscheiden deutlich von denen der barocken Weihnachtskrippe, sind aus Holz geschnitzt, farbig gefasst und rund 30 Zentimeter hoch. Über ihren Ursprung ist nichts bekannt. Möglicherweise stammen sie aus der Werkstatt von Christian Jorhan d. Ä.

### Übrige Ausstattung
Ein weiterer Reliquienschrein, ähnlich dem des heiligen Fortunatus, befindet sich an der Rückwand der Orgelempore. Er enthält die Gebeine der heiligen Innocentia von Rimini († um 304). Die Reliquie ist ein Geschenk des Birgittinerpaters Mathias Ludwig an die damalige Oberin des Ursulinenklosters aus dem Jahr 1758. Außerdem gehören zur Ausstattung der Ursulinenkirche eine Marienfigur aus der Zeit um 1520 in der Art Hans Leinbergers sowie ein Lindenholzrelief vom „Abschied Christi von Maria“, das der Pfarrkirchener Bildhauer Jakob Bendel 1674 schuf. Dieses trägt die Signatur JACOB CRISTOF PENDL FECIT 1674.

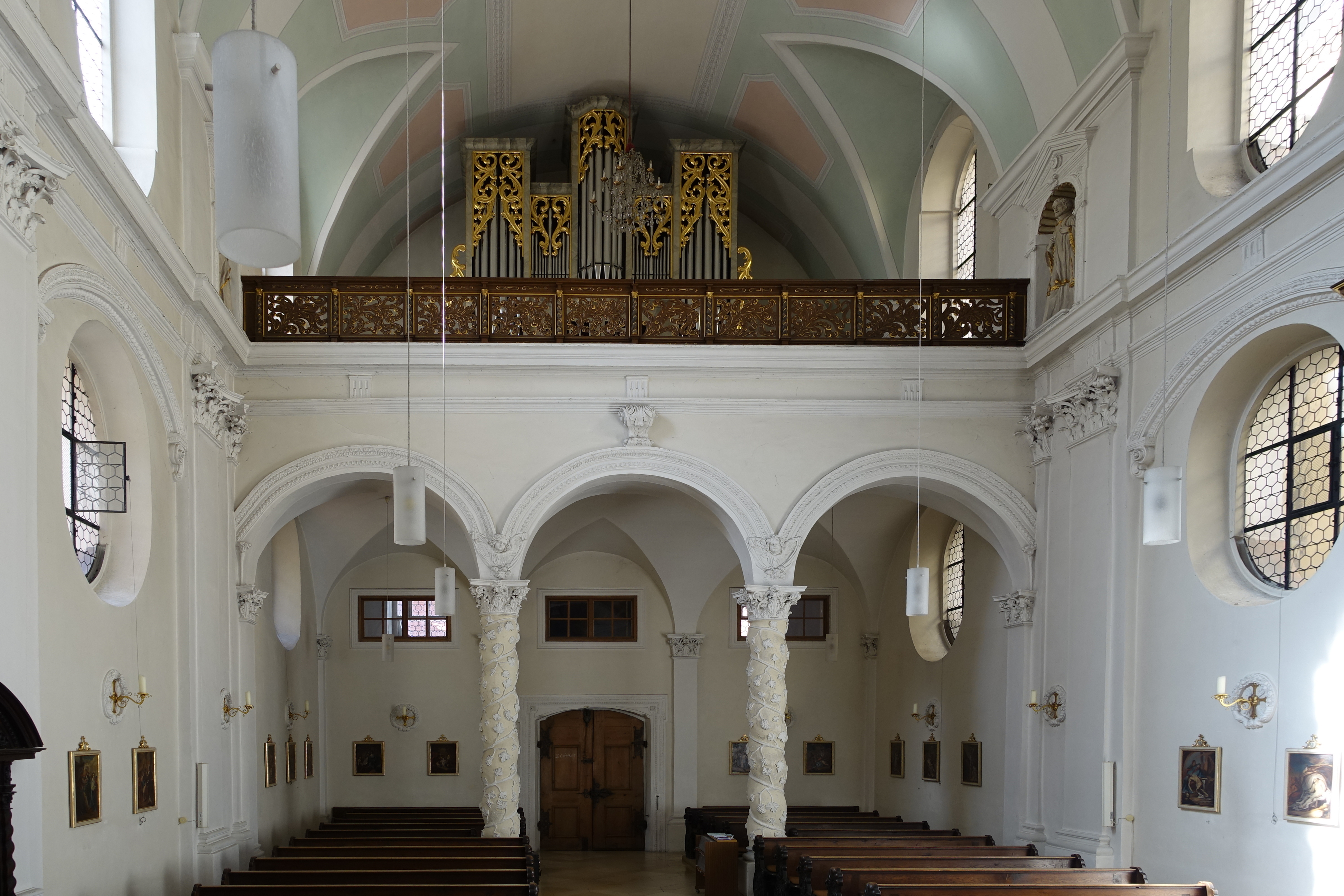
Blick zur Orgelempore

### Orgel
Die Orgel auf der Westempore der Klosterkirche wurde im Jahr 1980 von dem Landshuter Orgelbauer Ekkehard Simon errichtet. Das Schleifladeninstrument mit mechanischen Spiel- und Registertrakturen umfasst insgesamt zwanzig Register auf zwei Manualen und Pedal. Die Disposition lautet wie folgt:
| I Hauptwerk C–g3 |            |       |
| 1.               | Principal  | 8′    |
| 2.               | Rohrflöte  | 8′    |
| 3.               | Octave     | 4′    |
| 4.               | Nasat      | 2 ⁄3′ |
| 5.               | Blockflöte | 2′    |
| 6.               | Mixtur IV  | 1 ⁄3′ |

| II Schwellwerk C–g3 |               |        |
| 7.                  | Gedackt       | 8′     |
| 8.                  | Gemshorn      | 8′     |
| 9.                  | Koppelflöte   | 4′     |
| 10.                 | Principal     | 2′     |
| 11.                 | Terz          | 1 3⁄5′ |
| 12.                 | Quinte        | 1 ⁄3′  |
| 13.                 | Zimbel III    | 1⁄2′   |
| 14.                 | Holzkrummhorn | 8′     |
|                     | Tremulant     |        |

| Pedal C–f1 |                       |     |
| 15.        | Subbaß                | 16′ |
| 16.        | Octavbaß              | 8′  |
| 17.        | Gedacktbaß            | 8′  |
| 18.        | Choralbaß             | 4′  |
| 19.        | Italienisch Principal | 2′  |
| 20.        | Fagott                | 16′ |

- Koppeln: II/I, II/P, I/P

Die Vorgängerinstrumente der heutigen Orgel wurden 1687/88 von Veit Weinberger aus München, 1839 von Joseph Schweinacher aus Landshut, 1869 von Johann Rödl aus Landshut und 1907 von der Firma G. F. Steinmeyer & Co. aus Oettingen erbaut. Der heutige Prospekt ist dem barocken Gehäuse der Weinberger-Orgel nachempfunden und dem größeren Orgelwerk angepasst worden.

### Glocke
Im Dachreiter der Ursulinenkirche befindet sich eine historische Glocke, die 1680 von Johann Gordian Schelchshorn in Regensburg gegossen wurde.